# Cubilotto
Il cubilotto o forno a cupola o forno a manica è un forno impiegato nelle fonderie per fondere la ghisa e produrre quindi i getti.
È un forno a struttura verticale, ma di taglia inferiore a quella di un altoforno. È costituito essenzialmente da un tubo verticale in lamiera, chiamato tino, rivestito internamente di materiale refrattario.
Il cubilotto può essere impiegato esclusivamente per la fusione della ghisa, che viene chiamata in questo caso di seconda fusione, per distinguerla da quella di prima fusione ottenuta dall'altoforno.

## Funzionamento
La fusione avviene mediante la combustione di carbon coke; il carbone brucia a contatto diretto col materiale da fondere che è costituito da pani di ghisa solidi frantumati e da rottami di ghisa.
Nel cubilotto viene anche introdotta una certa quantità di fondente (pietra calcare) che ha la funzione di rendere fluide ed incorporare le scorie chiamate comunemente loppa, formate da terra, ceneri e corpi estranei. La loppa essendo notevolmente più leggera del bagno fuso galleggia in superficie e quindi, facendole fuoriuscire, scivola agevolmente sulla superficie della ghisa. Il fondente serve anche ad eliminare dal bagno di fusione lo zolfo che nuoce alla qualità della ghisa.
In alcuni tipi di cubilotto il metallo fuso non viene versato direttamente nelle siviere, ma in un crogiolo sistemato sotto il foro di colata, chiamato avancrogiolo o avanforno. Nell'avancrogiolo vengono aggiunti elementi con funzioni correttive e depuranti (disolforanti, deossidanti e scorificanti) per migliorare le caratteristiche chimiche e tecnologiche delle ghise. Nell'avancrogiolo vengono aggiunte inoltre quelle sostanze che servono a trasformare la ghisa comune in ghisa speciale (leghe nichel-magnesio per ottenere ghisa sferoidale).

## Componenti del cubilotto
- 1 Sistema di spolvero: sui primi cubilotti i fumi fuoriuscivano all'esterno, poi un sistema di tenda ad acqua intrappolava le particelle e le fuliggini ed infine un sistema di spolvero con recupero dei fumi e delle calorie.
- 2 Camino: per il deflusso dei gas di combustione.
- 3 Bocca di carico: attraverso la bocca di carico, vengono introdotti in strati alternati, il coke, il fondente e i pezzi di ghisa da fondere.
- 4 Trasporto dei materiali: avviene tramite tramogge di caricamento e carrelli trasportatori.
- 5 Sistema di raffreddamento del rivestimento esterno tramite getti d'acqua.
- 6 Spesse pareti in materiale refrattario rivestite da una struttura circolare di acciaio.
- 7 Rivestimento in lamiera, chiamato mantello
- 8 Zona di preriscaldo: dove le cariche vengono essiccate per mezzo dei fumi caldi, che risalgono lungo il cubilotto. Sono aree del forno in cui per effetto della gravità il materiale si rimescola e scende nelle aree più calde del forno.
- 9 Zona di fusione del metallo.
- 10 Camera a vento: costituita da una tubazione di forma anulare che circonda il forno, per la distribuzione agli ugelli dell'aria sotto pressione proveniente, attraverso un condotto, dai ventilatori. L'aria necessaria alla combustione viene detta vento di fonderia. Il cubilotto può essere a vento freddo oppure a vento caldo se l'aria viene preriscaldata sfruttando i fumi di combustione del cubilotto stesso.
- 11 Fori spia per seguire l'andamento della marcia del forno
- 12 Ugelli: per convogliare all'interno del cubilotto l'aria necessaria alla combustione del coke.
- 13 Zona di combustione: dove il coke, in presenza dell'aria calda proveniente dal basso, brucia.
- 14-15 Canale di colata che dirige la ghisa fusa nella siviera attraverso il foro di colata.
- 16 Fondo del forno: dovendo sopportare il peso di enormi quantità di materia è particolarmente più spesso sia di refrattario interno che di acciaio esterno. È in leggera pendenza.
- 17 Foro di colata delle scorie.
- 18 Crogiolo: dove si raccolgono la ghisa fusa e le scorie.
- 19 Portello laterale di accensione. Qui si inseriscono legna e carbone di piccola pezzatura per avviare il forno.
- 20 Recupero dell'acqua di raffreddamento.
- 21 Siviera.
- 22 Portello inferiore: è ricoperto da uno spesso strato di terra da fonderia e costituisce il fondo del crogiolo, terminate le operazioni di colata il portello viene aperto per scaricare i residui di carbone, metallo, scoria e per accelerare il raffreddamento del forno. È l'unico accesso all'interno del forno per gli interventi di riparazione/manutenzione del refrattario.

## Dimensioni del cubilotto
Il dimensionamento del cubilotto è in funzione della produzione oraria di ghisa che si vuole ottenere. Normalmente la produzione oraria è di 0,75 kg/h di ghisa per {\displaystyle cm^{2}} di superficie di base interna. Di conseguenza, per una produzione oraria di ghisa ({\displaystyle m_{g}}) si ha:
{\displaystyle m_{g}=\left({\frac {\Pi \cdot D^{2}}{4}}\right)\cdot 0,75[kg/h]}
In cui D è il diametro interno del cubilotto, misurato in centimetri.
Si ottiene quindi:
{\displaystyle D={\sqrt {\frac {4\cdot m_{g}}{0,75\cdot \pi }}}[cm]}
Il diametro esterno di un cubilotto si aggira in genere tra 70 ed i 150 cm, mentre la sua altezza è di circa sei volte il diametro interno.

## Dimensionamento del crogiolo
Generalmente il crogiolo ha una capienza sufficiente a contenere due cariche di ghisa fusa, con la relativa scoria mista a carbone[dote di fusione]. Il volume del carbone si considera pari a quello del materiale fuso. Se {\displaystyle m_{g}} e {\displaystyle m_{f}} sono le masse di una carica di ghisa e del fondente, e {\displaystyle m_{vg}} e {\displaystyle m_{vf}} le relative masse volumiche, il volume del crogiolo {\displaystyle v_{cr}} è:
{\displaystyle V_{cr}=\left({\frac {m_{g}}{m_{vg}}}+{\frac {m_{f}}{m_{vf}}}\right)\cdot 4[cm^{3}]}
Osservando lo schema in alto di un cubilotto, nel crogiolo si trovano due aperture laterali: una sul fondo, serve allo scarico della ghisa fusa (numero 14); l'altra, più in alto, serve allo scarico della scoria (numero 17). Il fondo, appena sotto il foro di colata, viene ricoperto da un impasto di argilla e sabbia.

## Determinazione delle cariche
La determinazione delle cariche di ghisa, carbone e fondente nel cubilotto avviene secondo le seguenti direttive:
Fissata l'altezza h della zona di fusione, si ricava il volume {\displaystyle v_{f}} come segue:
{\displaystyle V_{f}=\left({\frac {\Pi \cdot D^{2}}{4}}\right)\cdot h_{f}[cm^{3}]}
Indicata con {\displaystyle m_{v}} la massa volumica del carbone, la massa {\displaystyle m_{c}} della carica di carbone risulta:
{\displaystyle m_{c}=V_{f}{\dot {m}}_{f}=\left({\frac {\Pi \cdot D^{2}}{4}}\right)\cdot h_{f}\cdot m_{v}[kg]}
In linea di massima la massa {\displaystyle m_{g}} della carica metallica è deducibile da quella del combustibile richiesto per fonderla. Infatti, si può ipotizzare che:
{\displaystyle m_{g}=m_{c}\cdot 10[kg]}

Cioè in pratica occorre un chilo di coke per ogni 10 kg di ghisa.
Per ogni carica metallica è richiesta una carica di fondente, che si determina tenendo presente che:
{\displaystyle {m_{f} \over m_{g}}={2,5 \over 4}\%}
L'altezza complessiva, dal fondo fino alla bocca di carico, è tale da consentire l'introduzione di più cariche di ghisa e combustibile. normalmente è {\displaystyle h=5:7} D.
Il cubilotto si riempie alternando cariche di ghisa e carbone, disposte a strati le une sulle altre. 
Lo strato di carbone serve alla fusione della carica di ghisa che gli sta sopra, e alla carburazione della stessa.

## Rivestimento refrattario per cubilotti
I materiali per il rivestimento interno del cubilotto variano a seconda delle esigenze qualitative e quantitative del prodotto.
I materiali di uso più comune sono refrattari di natura acida, basica o neutra.
Refrattari acidi
I refrattari acidi, generalmente impiegati nei cubilotti comuni, sono costituiti da silice o da miscugli di silice e allumina. Questi refrattari non resistono a scorie fortemente basiche, non hanno un alto coefficiente di dilatazione e sono sensibili agli sbalzi di temperatura. I refrattari acidi non vengono danneggiati dall'umidità, ma possono sostenere solo marce di breve durata.
Refrattari basici
I refrattari basici sono costituiti da ossido di calcio e ossido di magnesio, e sono più refrattari di quelli acidi. Questi refrattari sopportano a lungo temperature elevate e non sono danneggiati dai fondenti basici, ma patiscono l'umidità. I refrattari basici sono richiesti per ghise ad alta resistenza meccanica e danno prodotti a basso tenore di zolfo e fosforo.
Refrattari neutri
Sono costituiti di sostanze altamente refrattarie come carbonite e carborundum. I refrattari neutri resistono a scorie di qualsiasi natura.

## Modalità operative per la condotta del cubilotto

### Accensione
L'accensione del carbone è a legna. I tronchi di lunghezza appropriata, vengono introdotti nel crogiolo e appoggiati alle pareti facendo attenzione a non rovinare il rivestimento refrattario. Una disposizione accurata del legname serve anche proteggere il refrattario dagli urti prodotti dalle cariche di combustibile introdotte dall'alto.
Il primo carbone introdotto deve essere di qualità tale da facilitare al massimo l'accensione, che viene effettuata attraverso le aperture laterali per l'introduzione dell'aria. Quando il legname è acceso e ha trasmesso il fuoco al combustibile di facile innesco vengono introdotte le cariche di coke, fino ad arrivare a un'altezza corrispondente alla metà della zona di fusione.
La combustione del letto di combustibile così formato avviene per tiraggio naturale attraverso le porte di controllo disposte in prossimità degli ugelli, nella camera del vento, e deve proseguire fino a quando il letto di combustibile ha raggiunto il colore rosso ciliegia. Quando la combustione è completa, si riempie completamente la zona di combustione, si chiudono tutte le aperture laterali e si inizia l'alimentazione forzata di aria.

### Alimentazione delle cariche
Le cariche di ghisa e carbone vengono introdotte dall'alto fino a riempimento completo. Nei cubilotti piccoli il caricamento può essere effettuato manualmente; mentre nei cubilotti di notevoli dimensioni, il caricamento è meccanico. Il caricamento meccanico viene effettuato per mezzo di tazze di caricamento a fondo apribile o a rovesciamento. Le tazze apribili sono cilindriche e hanno un fondo conico ad apertura lenta. Vengono manovrate per mezzo di gru.
Il carico lento e graduale del materiale consente una disposizione uniforme. La combustione del coke è regolare, perché la compressione del combustibile, realizzata per caduta, è costante in ogni parte. Le tazze a rovesciamento sono condotte da un trasportatore a catena. Il contenuto delle tazze viene rovesciato su scivoli situati in corrispondenza della bocca di carico.
La manovrabilità è semplice, ma la caduta frenata del materiale provoca addensamenti diversi e non omogenei; la combustione del coke, perciò, è irregolare.

### Preparazione delle cariche metalliche
Le cariche metalliche sono costituiti ghisa in pani e da rottami d'acciaio. Il costo di produzione è più basso se la quantità di rottami di ferro è superiore a quella dei pani in ghisa; ma in questo caso la qualità del prodotto finale risulta inferiore, perché la composizione chimica dei rottami non può essere perfettamente controllata e inoltre essi contengono sempre sostanze inquinanti.
La pezzatura dei rottami non deve essere superiore al 30% del diametro interno del cubilotto. Rottami troppo piccoli o troppo grossi tendono a finire nella zona di combustione prima di essere completamente fusi, e ciò comporta una elevata ossidazione del materiale. Ritagli di lamiere e materiale minuto devono essere impacchettati prima di essere introdotti nel cubilotto.
Per la determinazione delle cariche occorre tener presente che la composizione media dei componenti della carica metallica non è uguale a quella del prodotto. Infatti gli elementi delle leghe subiscono perdite più o meno forti a seconda della temperatura del forno e delle caratteristiche chimiche della carica metallica. Inoltre, elementi inquinanti quali lo zolfo e il fosforo, sempre presenti nei combustibili, possono ricomparire nelle leghe prodotte in percentuale superiore a quella delle cariche metalliche.
In linea di massima, si possono considerare le seguenti variazione di composizione:
- Silicio: perdita del 10% per ossidazione;
- Manganese: perdita del 15% per ossidazione;
- Zolfo: aumento del 30% per reazione del ferro con i prodotti di combustione.

Perciò la composizione delle cariche deve essere valutata in funzione della lega desiderata, tenendo conto delle correzioni per le eventuali perdite. Per determinare il contenuto di elementi nella carica, al fine di ottenere la composizione desiderata, si tiene conto dei seguenti fattori: se nella ghisa prodotta è richiesta la percentuale {\displaystyle C_{g}} relativa a un dato componente, nella carica metallica deve essere presente la percentuale {\displaystyle C_{g}} di quell'elemento, che risulta dalla formula:
{\displaystyle C_{g}=\left({\frac {C_{g}}{100-p}}\right)\cdot 100}
In cui "p" è la percentuale di perdita. 
Nella preparazione delle cariche vengono mescolati rottami, ghise in pani, ferro-leghe e correttivi in funzione della composizione richiesta. La desolforazione della lega fino al limite consentito può essere eseguita in siviera, aggiungendo carbonato di sodio {\displaystyle Na_{2}CO_{3}} alla massa fusa. Il carbonato reagisce con il solfuro di ferro che si produce nella reazione dello zolfo:
{\displaystyle FeS+Na_{2}CO_{3}=FeO+CO_{2}+NaS}

### Preparazione delle cariche di fondente
Come fondente si usa il marmo, che è costituito per il 95% da carbonato di Calcio. Per ogni 100 kg di lega metallica si richiedono tra i 2,5 e i 4 kg di fondente. Per migliorare la fluidità della scoria è conveniente aggiungere al fondente una piccola quantità di fluoruro di calcio. Il fondente ha le seguenti funzioni:
- Formare la scoria, reagendo con la cenere del carbone;
- Eliminare per reazione lo zolfo dalla lega;
- Formare sulla ghisa fusa uno strato galleggiante che la protegge dall'ossidazione.

### Preparazione del carbone per la fusione delle cariche di ghisa
Il coke per la fusione della lega nel cubilotto deve avere caratteristiche appropriate al trattamento. Il carbone di grossa pezzatura (80/220 mm) migliora la combustione, perché espone una superficie minore alla {\displaystyle CO_{2}} prodotta dalla combustione stessa e limita la reazione {\displaystyle CO_{2}+C=2CO}, che produce ossido di carbonio.
Il carbone di grossa pezzatura è più permeabile all'aria comburente e ai fumi; quello di piccola pezzatura brucia troppo violentemente e non fa arrivare aria al centro della zona di combustione. Il carbone non deve contenere più dello 0,7% di zolfo, che con il ferro forma solfuro ferroso, rendendo fragile la ghisa. Inoltre non deve contenere più dello 0,7% di cenere, che riduce il carbone e richiede un maggior consumo di energia per la scorificazione. Un buon coke per cubilotto ha un potere calorifico di circa 7000/8000 Kcal/Kg. 1 kg di carbone ad alto potere calorifico fonde in media 1 kg di metallo.

### Alimentazione dell'aria comburente
L'aria nel cubilotto deve essere quella strettamente necessaria alla combustione. In media, la combustione di 1 kg di carbone richiede dai 6 a 8 {\displaystyle m^{3}} di aria. La pressione dell'aria deve essere inferiore a 80 {\displaystyle g/cm^{2}}, ma può variare proporzionalmente al diametro del cubilotto. Nei cubilotti normali l'aria è immessa a temperatura ambiente, invece nei cubilotti per elevate produzioni conviene immettere aria preriscaldata, per risparmiare energia.
Gli ugelli per l'immissione dell'aria occupano una superficie complessiva s che risulta dalla relazione:
{\displaystyle s=(0,25/0,30)S}
In cui S è la superficie della sezione interna del cubilotto. Il forno può avere dai 6 agli 8 ugelli, distribuiti sulla circonferenza e inclinati di 5-15° verso il basso per consentire all'aria di raggiungere il carbone al centro della zona di combustione. In genere gli ugelli sono di ghisa o di rame, a doppia parete, per consentire il raffreddamento ad acqua.
In corrispondenza di ciascun ugello si trova un'apertura nella camera del vento, attraverso la quale si effettuano gli interventi manuali necessari nella zona di combustione.

### Controlli di marcia
I controlli che devono essere eseguiti durante la marcia del cubilotto sono:
- Controllo della temperatura della ghisa fusa;
- Controllo della temperatura e del colore della scoria;
- Misura della pressione dell'aria;

Se la pressione è troppo alta (superiore agli 80 {\displaystyle g/cm^{2}}), è necessario intervenire nella zona di combustione attraverso le aperture laterali. Se la scoria si presenta troppo fredda, può essere conveniente ridurre l'aria comburente o aggiungere carbone.

### Operazioni conclusive
Ultimata la fusione della lega metallica, si apre la porta inferiore per scaricare il carbone non consumato. In seguito si provvede alla riparazione delle pareti e si rimuovono le incrostazioni formatesi in prossimità degli ugelli e della zona di fusione. Le pareti usurate vengono riparate mediante un impasto di sabbia e argilla. I fori per le scorie e il canale di colata vengono ricostruiti ogni volta. Per chiuderli si impiegano tappi realizzati con un impasto di argilla.